# Alden, Iowa
Alden är en ort i Hardin County i Iowa. Vid 2010 års folkräkning hade Alden 763 invånare.